# Atlanta Dream 2016
La stagione 2016 delle Atlanta Dream fu la 9ª nella WNBA per la franchigia.
Le Atlanta Dream arrivarono quarte nella Eastern Conference con un record di 17-17. Nei play-off vinsero al primo turno con le Seattle Storm (1-0), perdendo poi al secondo turno con le Chicago Sky (1-0).

## Roster
| N° | Naz.                   | Ruolo | Sportivo           | Anno | Alt. | Peso |
| -- | ---------------------- | ----- | ------------------ | ---- | ---- | ---- |
| 0  | Stati Uniti (bandiera) | G     | Meighan Simmons    | 1992 | 175  | 64   |
| 7  | Stati Uniti (bandiera) | C     | Avery Warley       | 1990 | 191  | 92   |
| 8  | Porto Rico (bandiera)  | G     | Carla Cortijo      | 1982 | 173  | 61   |
| 10 | Stati Uniti (bandiera) | G     | Matee Ajavon       | 1986 | 173  | 73   |
| 11 | Stati Uniti (bandiera) | A     | Cierra Burdick     | 1993 | 188  | 73   |
| 14 | Stati Uniti (bandiera) | C     | Rachel Hollivay    | 1993 | 193  | 95   |
| 15 | Stati Uniti (bandiera) | G     | Tiffany Hayes      | 1989 | 178  | 70   |
| 20 | Spagna (bandiera)      | A     | Sancho Lyttle      | 1983 | 193  | 65   |
| 21 | Stati Uniti (bandiera) | A     | Reshanda Gray      | 1993 | 188  | 87   |
| 23 | Stati Uniti (bandiera) | G     | Layshia Clarendon  | 1991 | 175  | 64   |
| 32 | Stati Uniti (bandiera) | G     | Bria Holmes        | 1994 | 185  | 77   |
| 34 | Stati Uniti (bandiera) | C     | Markeisha Gatling  | 1992 | 196  | 88   |
| 35 | Stati Uniti (bandiera) | A     | Angel McCoughtry   | 1986 | 185  | 73   |
| 52 | Stati Uniti (bandiera) | AC    | Elizabeth Williams | 1993 | 191  | 87   |

## Staff tecnico
- Allenatore: Michael Cooper
- Vice-allenatori: Miles Cooper, Karleen Thompson
- Preparatore atletico: Michael Douglas